# Système d'atterrissage hyperfréquences
Le système d'atterrissage hyperfréquences ou système d'atterrissage par micro-ondes (MLS) est un système de guidage radio de précision destiné à être installé dans les grands aéroports pour aider les avions à atterrir aux instruments quel que soit le temps. 

## Intérêts
Le MLS permet à un avion en approche de déterminer quand il est aligné avec la piste de destination et sur la bonne trajectoire de descente. Il était destiné à remplacer ou à compléter les systèmes d'atterrissage aux instruments (ILS), en raison d'avantages opérationnels, notamment une meilleure sélection de canaux pour éviter les interférences avec les installations à proximité, d'excellentes performances par tous les temps, une petite « empreinte » dans les aéroports et de larges angles de « capture » verticaux et horizontaux.

## Déploiement
Bien que certains systèmes MLS soient opérationnels depuis les années 1990, le déploiement généralisé envisagé par certaines agences de l'aviation n'est jamais devenu une réalité pour deux raisons. La première était économique, car bien que techniquement supérieur à l'ILS, le MLS n'offrait pas de capacités suffisantes pour justifier l'ajout de récepteurs dans les avions. Le seconde étant que d'autres systèmes potentiellement supérieurs basés sur le GPS, notamment le WAAS, permettaient d'espérer une qualité de positionnement comparable sans modification des installations de l'aéroport.